# Alvis Firebird
Der Alvis Firebird war ein PKW, den Alvis von 1934 bis 1936 als Nachfolger des Modells Firefly fertigte.
Der Wagen hatte einen deutlich größeren Vierzylinder-Reihenmotor als das Vorgängermodell mit hängenden Ventilen. Der mit einem einzelnen SU-Vergaser ausgestattete Motor mit 1842 cm³ Hubraum leistete 55 bhp (40 kW) bei 4250/min. Das separate Fahrgestell gab es mit verschiedenen Aufbauten, zum Beispiel als viertürigen Tourenwagen, viertürige Limousine, zweitüriges Cabriolet oder als Roadster. Die Starrachsen vorn und hinten waren an halbelliptischen Blattfedern aufgehängt. Radstand, die Art der Radaufhängung und teilweise die Karosserien entsprachen den parallel gefertigten Sechszylindermodellen Silver Eagle SF und SG. Die Höchstgeschwindigkeit betrug je nach Aufbau ca. 114 km/h.
1937 löste das Modell 12/70 nach 449 Exemplaren den Firebird ab.
Aus dem Alvis Firebird entwickelte Trevor Wilkinson sein erstes Fahrzeug der Marke TVR.

## Weblinks

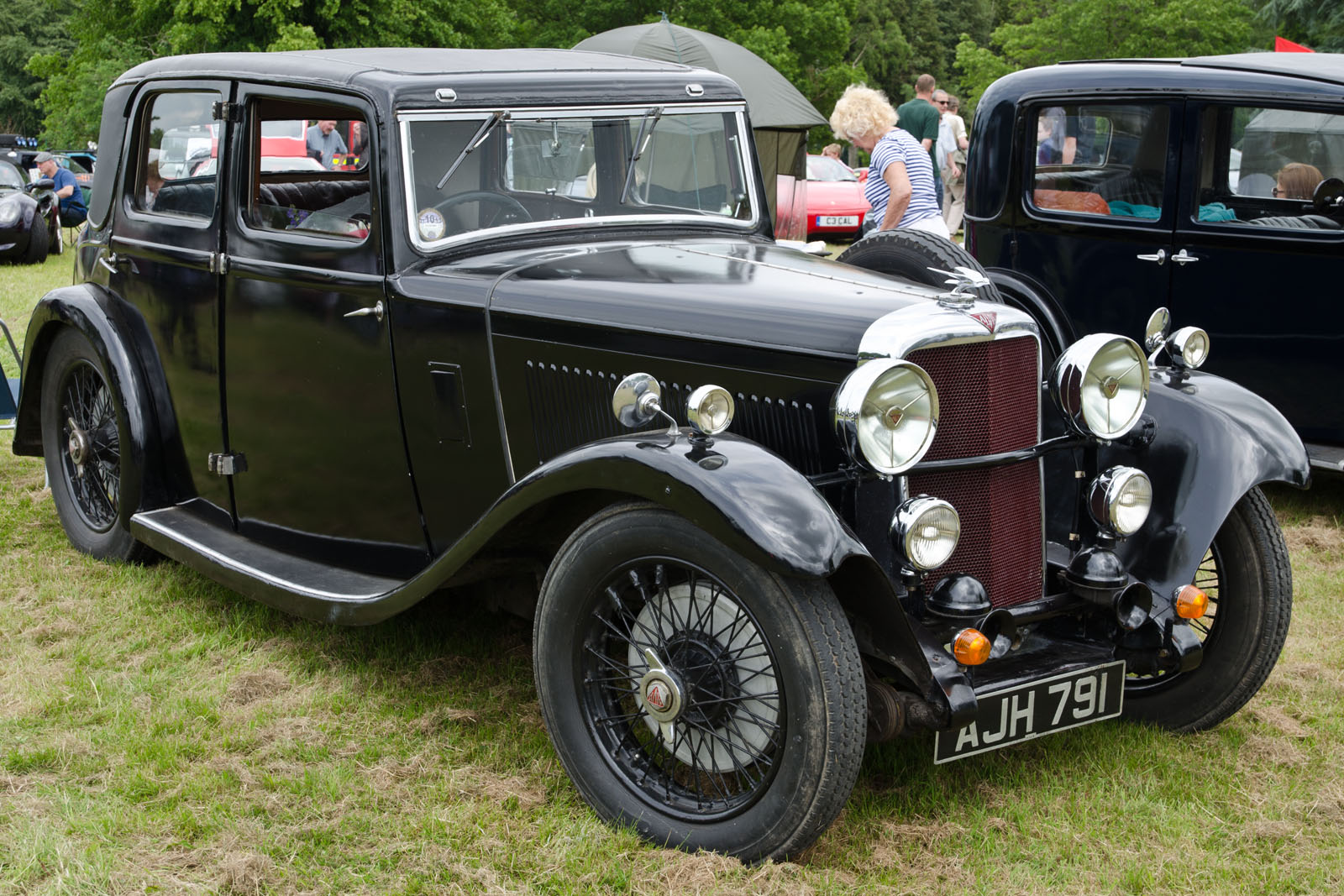
Alvis Firebird Limousine (1935)